# Эмпереур, Алан
Ала́н Пере́йра Эмпере́ур (порт. Alan Pereira Empereur; родился 10 марта 1994 года, Ипатинга, штат Минас-Жерайс) — бразильский футболист, защитник клуба «Эллас Верона».

## Биография
Алан Эмпереур родился в Ипатинге, и пройдя через несколько молодёжных школ сумел попасть в академию «Атлетико Минейро». В ходе одного из молодёжных турниров в 2007 году его приметили итальянские селекционеры, и в 2008 году 14-летний защитник присоединился к Примавере «Фиорентины». Благодаря итальянским корням бразилец довольно быстро получил паспорт гражданина Италии и не считался легионером. Он довольно успешно выступал за молодёжную команду «фиалок», был его капитаном, но в основном составе так и не дебютировал.
В августе 2014 года Эмпереур впервые перешёл на правах аренды в команду «Искья». Во взрослом футболе он дебютировал 31 августа 2014 года в матче итальянской Серии C против «Беневенто», проигранном со счётом 0:1. В феврале 2015 года защитник ушёл в аренду в «Ливорно», и 7 февраля дебютировал в Серии B. Алан вышел на замену на 83 минуте домашнего матча «Ливорно» против «Бари» при счёте 3:2. В оставшееся время его команда забила ещё два мяча и выиграла 5:2. Однако до конца сезона бразилец больше на поле не появлялся. В июле 2015 года Эмпереур перешёл в «Терамо» и успел сыграть за эту команду один матч в Кубке Италии против «Читаделлы» (0:2), но уже в конце августа его приобрела «Салернитана».
Проведя довольно успешный сезон, Алан перешёл в «Фоджу». В первой половине 2018 года выступал за «Бари» на правах аренды. Летом того же года перешёл в «Эллас Верону». 18 мая 2019 года забил свой первый гол в профессиональной карьере. Этот гол стал победным в матче плей-офф за выход в Серию A против «Перуджи». Игра завершилась в дополнительное время победой «Вероны» 4:1. 3 ноября 2019 года Алан Эмпереур впервые сыграл в высшем дивизионе. В матче 11 тура итальянской Серии A «Эллас Верона» дома обыграла «Брешию» со счётом 2:1. Бразилец отыграл весь матч и заработал жёлтую карточку.
В ноябре 2020 года Алан на правах аренды до июня 2021 года перешёл в «Палмейрас». Он дебютировал за команду, а также впервые сыграл на профессиональном уровне в родной Бразилии, в матче Кубка Бразилии против «Сеары». 11 ноября 2020 года «зелёные» разгромили соперника со счётом 3:0, а Эмпереур вышел на замену на 70-й минуте. 28 ноября дебютировал и в бразильской Серии A. В домашней игре «Палмейрас» разгромил со счётом 3:0 «Атлетико Паранаэнсе», и Эмпереур также появился на поле в середине второго тайма.
В розыгрыше Кубка Либертадорес 2020 сыграл в четырёх матчах, в том числе вышел на последних минутах в победном финале против «Сантоса». Помог своей команде выиграть этот турнир.

## Достижения
- Обладатель Кубка Либертадорес (1): 2020